# Christina Metaxa
Christina Metaxa (Χριστίνα Μεταξά; Limisso, 4 aprile 1992) è una cantante cipriota.
Ha partecipato all'Eurovision Song Contest 2009 come rappresentante di Cipro presentando il brano Firefly.